# Legenda miłosna
Pruska legenda miłosna – film fabularny produkcji niemieckiej z 1938. Zakazany przez faszystowską cenzurę i wprowadzony na ekrany dopiero w 1950. Zdjęcia kręcono w pałacu w Ciszycy w Kowarach. Pałac ten jest związany z rodem Radziwiłów. W Kowarach bywał też król pruski Fryderyk Wilhelm III.  

## Obsada
- Lída Baarová – księżniczka Eliza Radziwiłłówna
- Hans Nielsen – pruski następca tronu Wilhelm I
- Dieter Borsche – książę Karl
- Viktoria von Ballasko – księżniczka Augusta
- Carl Günther – król pruski Fryderyk Wilhelm III
- Willy Fritsch – książę Wilhelm Pruski
- Curt Breitkopf – car
- Will Dohm – książę Wittgenstein
- Klaus Detlef Sierck – młody Fryderyk Chopin

## Polska premiera
Miała miejsce w kinie Komeda w Ostrowie Wielkopolskim podczas 26. Międzynarodowego Festiwalu „Chopin w barwach jesieni” 8 września 2007. Prelekcję wprowadzającą wygłosił prof. Marek Hendrykowski z Uniwersytetu Adama Mickiewicza w Poznaniu.